# Centrosema plumieri
Centrosema plumieri är en ärtväxtart som först beskrevs av Christiaan Hendrik Persoon, och fick sitt nu gällande namn av George Bentham. Centrosema plumieri ingår i släktet Centrosema och familjen ärtväxter. Inga underarter finns listade i Catalogue of Life.

## Bildgalleri

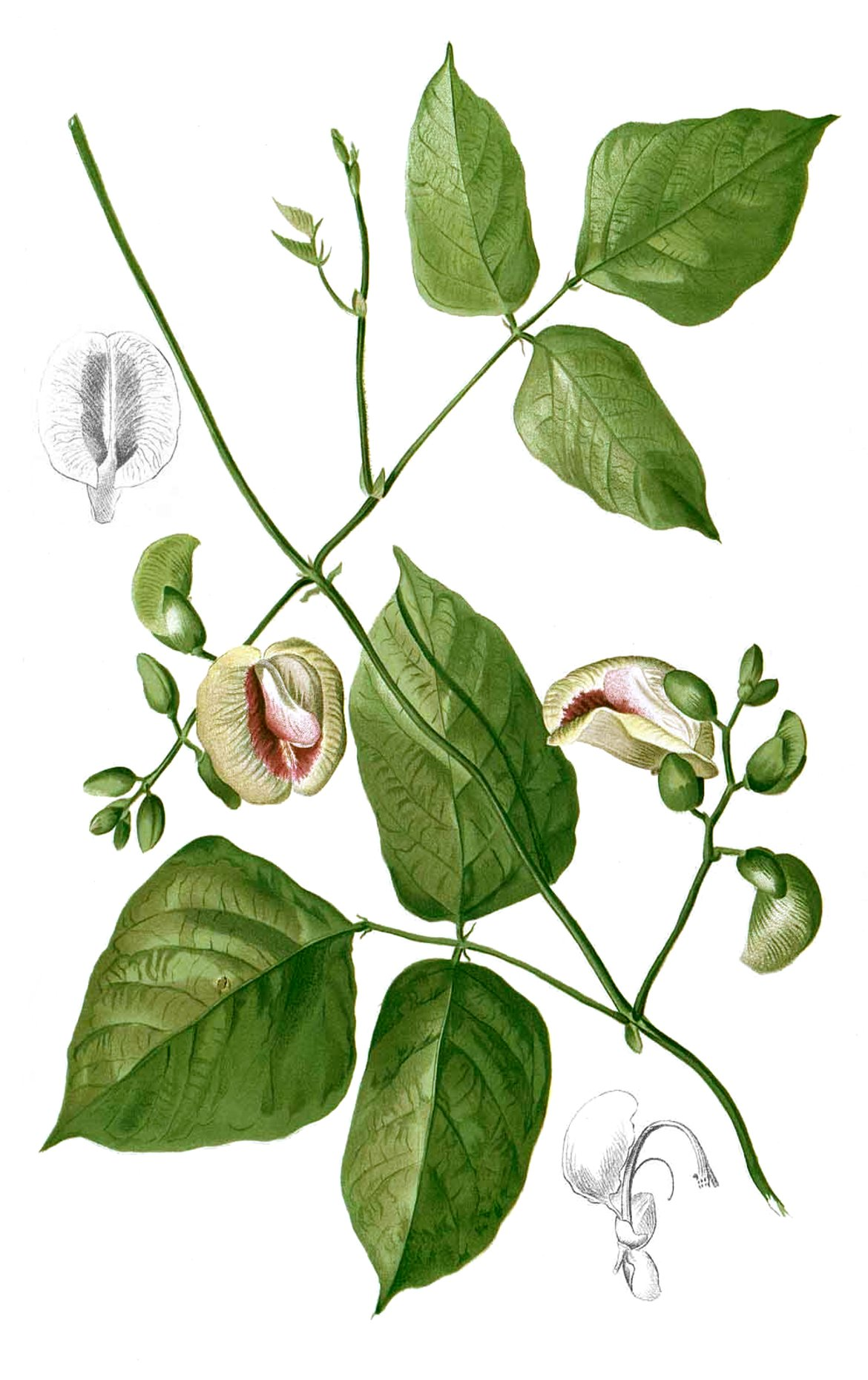
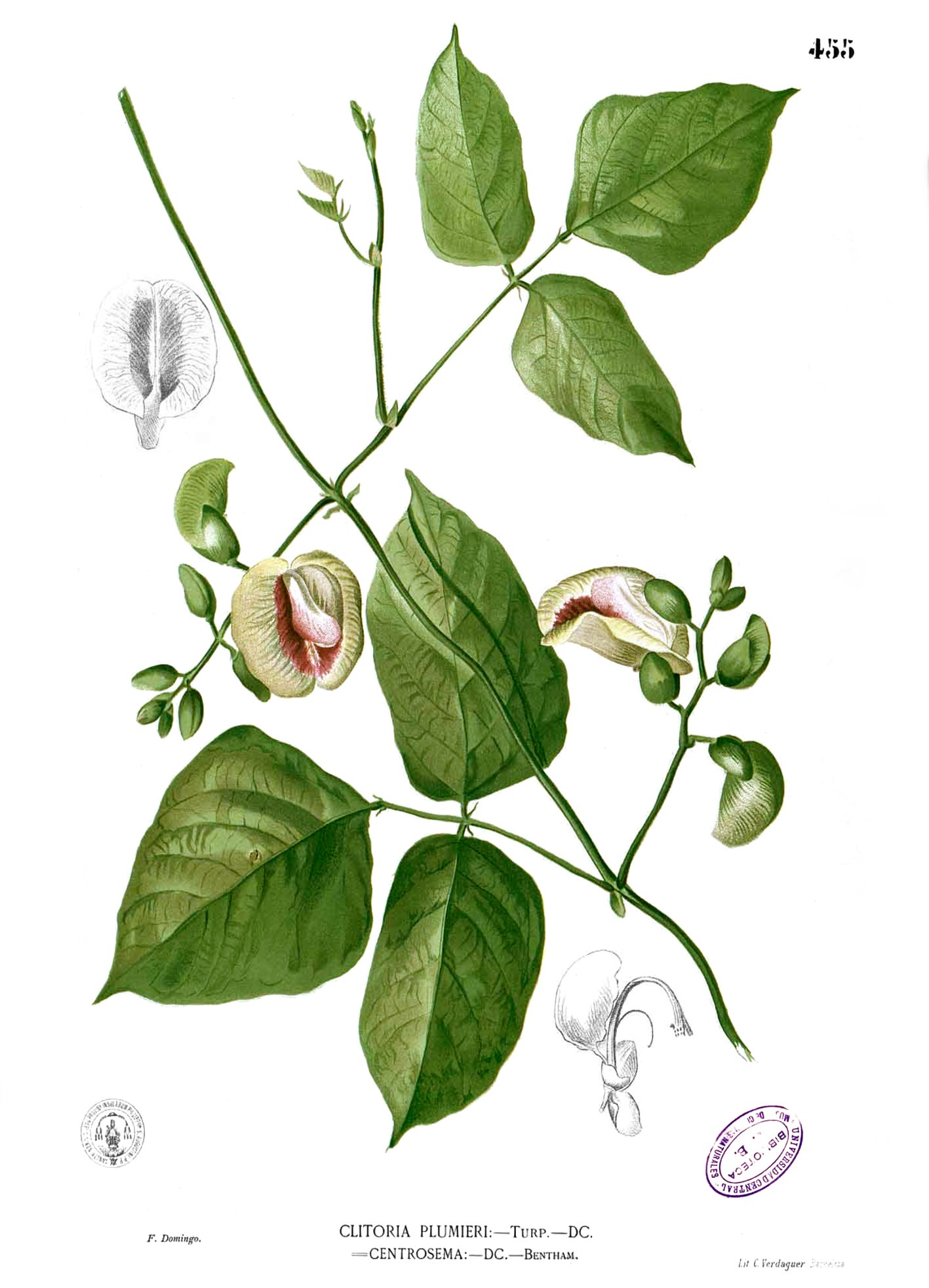